# Eishockey-Europameisterschaft der U18-Junioren 1979
Die 12. Eishockey-Europameisterschaft der U18-Junioren fand vom 31. März bis 6. April 1979 in  Katowice und Tychy in Polen statt. Die Spiele der B-Gruppe wurden vom 4. bis 8. März 1979 in Miercurea Ciuc in Rumänien ausgetragen. Die C-Gruppe spielte vom 1. bis 6. März 1979 in Sofia in Bulgarien.

## A-Gruppe

### Vorrunde
Gruppe 1
| Spiele              | TCH  | FIN  | POL | ITA  | Tore  | Pkt. |
| ------------------- | ---- | ---- | --- | ---- | ----- | ---- |
| 1. Tschechoslowakei |      | 5:1  | 3:0 | 17:0 | 25:01 | 6:0  |
| 2. Finnland         | 1:5  |      | 5:2 | 28:0 | 34:07 | 4:2  |
| 3. Polen            | 0:3  | 2:5  |     | 8:0  | 10:08 | 2:4  |
| 4. Italien          | 0:17 | 0:28 | 0:8 |      | 00:53 | 0:6  |

Gruppe 2
| Spiele            | URS  | SWE  | SUI | BRD  | Tore  | Pkt. |
| ----------------- | ---- | ---- | --- | ---- | ----- | ---- |
| 1. UdSSR          |      | 3:1  | 5:1 | 12:1 | 20:03 | 6:0  |
| 2. Schweden       | 1:3  |      | 6:2 | 10:1 | 17:06 | 4:2  |
| 3. Schweiz        | 1:5  | 2:6  |     | 6:5  | 09:16 | 2:4  |
| 4. BR Deutschland | 1:12 | 1:10 | 5:6 |      | 07:28 | 0:6  |

### Endrunde
Für die beiden Gruppen der Endrunde wurden die untereinander erzielten Ergebnisse aus der Vorrunde übernommen. Diese Resultate sind hier in Klammern dargestellt.
Meisterrunde
| Spiele              | TCH   | FIN   | URS   | SWE   | Tore  | Pkt. |
| ------------------- | ----- | ----- | ----- | ----- | ----- | ---- |
| 1. Tschechoslowakei |       | (5:1) | 5:4   | 3:2   | 13:07 | 6:0  |
| 2. Finnland         | (1:5) |       | 3:1   | 8:0   | 12:06 | 4:2  |
| 3. UdSSR            | 4:5   | 1:3   |       | (3:1) | 08:09 | 2:4  |
| 4. Schweden         | 2:3   | 0:8   | (1:3) |       | 03:14 | 0:6  |

Platzierungsrunde
| Spiele            | POL   | SUI   | BRD   | ITA   | Tore  | Pkt. |
| ----------------- | ----- | ----- | ----- | ----- | ----- | ---- |
| 1. Polen          |       | 5:3   | 4:1   | (8:0) | 17:04 | 6:0  |
| 2. Schweiz        | 3:5   |       | (6:5) | 9:0   | 18:10 | 4:2  |
| 3. BR Deutschland | 1:4   | (5:6) |       | 6:0   | 12:10 | 2:4  |
| 4. Italien        | (0:8) | 0:9   | 0:6   |       | 00:23 | 0:6  |

### Europameistermannschaft: Tschechoslowakei
| U18-Europameister Tschechoslowakei | Jiří Hamál, Jiří Steklík – Eduard Uvíra, Kamil Kalužík, Miroslav Majerník, Peter Solný, Miloslav Hořava, Jan Novák, Jan Tancer – Jan Ludvig, Jan Vodila, Josef Metlička, Petr Setíkovský, Milan Razým, Miloš Kreyzel, Vladímír Svítek, Miroslav Venkrbec, Jiří Dudáček, Vladimír Růžička, Miroslav Ihnačák |

### Auszeichnungen
| Auszeichnung       | Spieler        | Team             |
| ------------------ | -------------- | ---------------- |
| Top-Scorer         | Jose Pekkala   | Finnland         |
| Bester Torhüter    | Paweł Łukaszka | Polen            |
| Bester Verteidiger | Timo Blomqvist | Finnland         |
| Bester Stürmer     | Jan Ludvig     | Tschechoslowakei |

All-Star-Team
| Angriff:      | Miroslav Ihnačák – Michail Panin – Jan Ludvig |
| Verteidigung: | Timo Blomqvist – Kamil Kalužík                |
| Tor:          | Paweł Łukaszka                                |

## B-Gruppe

### Vorrunde
Gruppe 1
| Spiele         | NOR | YUG | HUN | AUT | Tore  | Pkt. |
| -------------- | --- | --- | --- | --- | ----- | ---- |
| 1. Norwegen    |     | 7:0 | 4:1 | 5:1 | 16:02 | 6:0  |
| 2. Jugoslawien | 0:7 |     | 5:2 | 6:3 | 11:12 | 4:2  |
| 3. Ungarn      | 1:4 | 2:5 |     | 8:8 | 11:17 | 1:5  |
| 4. Österreich  | 1:5 | 3:6 | 8:8 |     | 12:19 | 1:5  |

Gruppe 2
| Spiele         | ROM  | FRA | NED | DEN  | Tore  | Pkt. |
| -------------- | ---- | --- | --- | ---- | ----- | ---- |
| 1. Rumänien    |      | 5:1 | 9:2 | 12:1 | 26:04 | 6:0  |
| 2. Frankreich  | 1:5  |     | 4:1 | 6:1  | 11:07 | 4:2  |
| 3. Niederlande | 2:9  | 1:4 |     | 8:2  | 11:17 | 2:4  |
| 4. Dänemark    | 1:12 | 1:6 | 2:8 |      | 04:26 | 0:6  |

### Platzierungsspiele
| Spiel um Platz 7 | Österreich  | 7:1 (2:0, 1:0, 4:0) | Dänemark   |  |
| Spiel um Platz 5 | Niederlande | 8:4 (4:0, 3:2, 1:2) | Ungarn     |  |
| Spiel um Platz 3 | Jugoslawien | 5:4 (0:2, 4:2, 1:0) | Frankreich |  |
| Finale           | Norwegen    | 5:3 (2:1, 1:0, 2:2) | Rumänien   |  |

### Auszeichnungen
| Auszeichnung       | Spieler         | Team     |
| ------------------ | --------------- | -------- |
| Top-Scorer         | Tibor Tódor     | Rumänien |
| Bester Torhüter    | Vidar Nymoen    | Norwegen |
| Bester Verteidiger | Øystein Jarslbo | Norwegen |
| Bester Stürmer     | Tibor Tódor     | Rumänien |

## C-Gruppe
| Spiele            | BUL      | ESP      | GBR      | Tore  | Pkt. |
| ----------------- | -------- | -------- | -------- | ----- | ---- |
| 1. Bulgarien      |          | 12:3 6:2 | 10:0 5:1 | 33:06 | 8:0  |
| 2. Spanien        | 3:12 2:6 |          | 5:4 6:1  | 16:23 | 4:4  |
| 3. Großbritannien | 0:10 1:5 | 4:5 1:6  |          | 06:26 | 0:8  |

### Auszeichnungen
| Auszeichnung | Spieler     | Team    |
| ------------ | ----------- | ------- |
| Top-Scorer   | Juan Igella | Spanien |